# Нелас
Нелас (перс. نلاس‎) — населённый пункт сельского типа на северо-западе Ирана, в провинции Западный Азербайджан. Входит в состав шахрестана Сердешт.

## География
Населённый пункт находится в юго-западной части Западного Азербайджана, на правом берегу реки Малый Заб, на высоте 1069 метров над уровнем моря.

Нелас расположен на расстоянии приблизительно 142 километров к юго-юго-востоку (SSE) от Урмии, административного центра провинции и на расстоянии 510 километров к западу-северо-западу (WNW) от Тегерана, столицы страны. Ближайший аэропорт расположен в городе Бане.

## Население
По данным переписи 2006 года численность населения составляла 5 891 человека.